# Omega Centauri
Omega Centauri ou NGC 5139 é um aglomerado globular situado na constelação de Centaurus. Foi descoberto por Edmond Halley em 1677. Omega Centauri tinha sido incluído no catálogo de Ptolomeu 2000 anos atrás como uma estrela. Lacaille incluiu-a no seu catálogo como número I.5. O astrônomo inglês John William Herschel foi o primeiro a reconhecer como um aglomerado globular em 1830. Este aglomerado orbita nossa galáxia, a Via Láctea, sendo o maior e mais brilhante dos aglomerados globulares que a orbitam. É um dos poucos que pode ser visto a olho nu. Omega Centauri está a cerca de 15.800 anos-luz (4,85 kpc) da Terra e contém vários milhões de estrelas de População II. As estrelas de seu centro são tão interligadas entre si que acreditava estarem apenas 0,1 anos luz umas das outras. Sua idade estimada é de cerca de 12 bilhões de anos, esta característica o distingue de outros aglomerados globulares em nossa galáxia que contêm estrelas de diferentes gerações.
Apesar de não se tratar de uma estrela, recebeu uma designação de Bayer - a letra grega ω (ômega).

## Estudos teóricos
Especula-se que o aglomerado possa ser o núcleo remanescente de uma galáxia anã, satélite da nossa Via Láctea. Esta galáxia teria tido um tamanho centenas de vezes superior ao de Omega Centauri e foi fragmentada e absorvida pela nossa galáxia. A composição química e a dinâmica de Omega Centauri são consistentes com essa hipótese.
Relatada 1º de abril de 2008, no Astrophysical Journal, a alegação de astrônomos em ter encontrado indícios de um buraco negro de massa intermediária no centro de Omega Centauri. As observações foram feitas com o Telescópio Espacial Hubble e o Observatório Gemini, em Cerro Pachon, no Chile. O Advanced Camera for Surveys (ACS) do Hubble mostrou como as estrelas estão acumuladas próximas ao centro de Omega Centauri, como pode ser visto no aumento gradual na luz das estrelas nessa região.
Aferições das velocidade orbitais dessas estrelas pelo Observatório Gemini mostram que as localizadas mais próximo do núcleo estão se movendo mais rapidamente do que as mais distantes. A medida implica que alguma matéria invisível possa estar atraindo as estrelas para si.
Após análise os astrônomos determinaram que a causa mais provável seja a atração gravitacional de um objeto denso e maciço. Eles também utilizaram modelos para calcular a massa desse objeto.
Como Mayall II, um aglomerado globular que orbita a galáxia de Andrômeda, Omega Centauri possui uma faixa de metalicidade e de idades estelares sugerindo que não foi formada de uma só vez (como é normal em aglomerados globulares). Muitas das estrelas que formam Omega Centauri fazem pensar que se trate do núcleo remanescente de uma antiga galáxia anã capturada posteriormente pela Via Láctea.